# Les Chemins de Katmandou (film)
Pour les articles homonymes, voir Les Chemins de Katmandou.
Pour plus de détails, voir Fiche technique et Distribution.
Les Chemins de Katmandou (titre italien : Katmandu) est un film franco-italien réalisé par André Cayatte, sorti en 1969, sur un scénario de René Barjavel, qui en fera par la suite un roman : Les Chemins de Katmandou.

## Synopsis
Parti au Népal à la recherche de son père, Olivier fait la connaissance de Jane, dont il tombe amoureux. Mais cette jolie hippie sombre dans la drogue. Olivier est prêt à tout pour la sauver de cet enfer.

## Fiche technique
- Titre : Les Chemins de Katmandou
- Réalisation : André Cayatte
- Scénario : René Barjavel et André Cayatte
- Direction de la photographie : Andréas Winding
- Décors : Robert Clavel
- Musique : Serge Gainsbourg et Jean-Claude Vannier
- Montage : Borys Lewin
- Direction artistique : Robert Clavel
- Costumes : Jacqueline Guyot
- Pays d'origine :  France /  Italie
- Format : Couleurs - 1,66:1 - Mono
- Genre : Drame
- Durée : 100 minutes
- Date de sortie : France : 26 septembre 1969

## Distribution
- Renaud Verley : Olivier
- Jane Birkin : Jane
- Elsa Martinelli : Martine, la mère d'Olivier
- Serge Gainsbourg : Ted
- Pascale Audret : Yvonne
- Arlene Dahl : Laureen
- Gilberte Géniat : La Bouchère
- Mike Marshall : Harold
- Marc Michel : Marss
- David O'Brien (VF : Dominique Paturel) : Jacques, le père d'Olivier
- Sacha Pitoëff : Le chef de l'organisation humanitaire
- Jean-Paul Tribout : Patrick, l'ami d'Olivier en mission humanitaire